# Argyrotaenia pinatubana
Argyrotaenia pinatubana es una especie de polilla del género Argyrotaenia, tribu Argyrotaenia, familia Tortricidae. Fue descrita científicamente por Kearfott en 1905.
La envergadura es de unos 18-20 milímetros. Se distribuye por América del Norte: Estados Unidos.